# Andrzej Samuel Kostrowicki
Andrzej Samuel Kostrowicki (ur. 16 lutego 1921 w Wilnie, zm. 8 sierpnia 2007) – polski geograf, specjalista w zakresie biogeografii, profesor zwyczajny doktor habilitowany, długoletni współpracownik Wydziału Geografii i Studiów Regionalnych Uniwersytetu Warszawskiego, członek Rady Naukowej Instytutu Geografii Fizycznej, profesor Instytutu Geografii i Przestrzennego Zagospodarowania Polskiej Akademii Nauk. Autor wielu publikacji naukowych.

## Życiorys
W 1959 r. uzyskał tytuł magistra na Uniwersytecie Warszawskim, w 1962 obronił doktorat, a w 1969 habilitował się w Instytucie Geografii Polskiej Akademii Nauk. W 1978 r. został mianowany profesorem nadzwyczajnym, a w 1987 profesorem zwyczajnym.
Był cenionym autorytetem w zakresie badań systemu „człowiek-środowisko”.

## Członkostwo
- Członek Rady Naukowej Instytutu Zoologii PAN,
- Członek Rady Naukowej Instytutu Ekologii PAN,
- Członek Rady Naukowej Instytutu Nauk Fitogeograficznych Uniwersytetu Warszawskiego,
- Członek Rady Naukowej Instytutu Geografii Społeczno-Ekonomicznej Uniwersytetu Warszawskiego,
- Członek Rady Naukowej Mazurskiego Parku Narodowego i Wigierskiego Parku Narodowego,
- Członek Zarządu Głównego Ligi Ochrony Przyrody,
- Członek Rady Krajowej PRON w 1983 roku[2],
- Członek Polskiego Towarzystwa Zoologicznego,
- Członek Polskiego Towarzystwa Geograficznego,
- Członek Towarzystwa Urbanistów Polskich.

## Odznaczenia
- Medal za Zasługi dla Wydziału Geografii i Studiów Regionalnych Uniwersytetu Warszawskiego

## Wybrana bibliografia
- „System „Człowiek – środowisko” w świetle teorii ocen” (Zakład Narodowy im. Ossolińskich 1992, ISBN 83-04-03976-1)
- „Geografia biosfery” (PWN 2006, ISBN 83-01-12822-4)